# Lex fori
La Lex fori ("ley del foro") es una locución latina ocupada en el Derecho internacional privado que significa "que será aplicable la ley de la nacionalidad del juez que conoce del asunto" es decir, la ley de su Estado.
Cuando se presenta ante un juez nacional una cuestión jurídica que contiene un elemento internacional o extranjero, surge el problema sobre cuál es la normativa aplicable a dicho asunto. En los casos que corresponda, el juez aplicará la lex fori, es decir su ley o la lex causae, es decir, ley extraterritorial.
Así, en el ordenamiento de España, podemos acudir al artículo 3 de la Ley de Enjuiciamiento Civil, el cual es un claro reflejo de lo que la "lex fori" supone para la aplicación de normas en supuestos de derecho internacional privado. Dicho artículo reza lo siguiente "Con las solas excepciones que puedan prever los Tratados y Convenios internacionales, los procedimientos civiles que se sigan en España (en el territorio nacional) se regirán únicamente por las normas procesales españolas".